# Rodrigo Aguirre
Rodrigo Sebastián Aguirre Soto (Montevideo, 1º ottobre 1994) è un calciatore uruguaiano, attaccante dell'América.

## Carriera

### Club
Nella sua prima stagione da professionista, l'annata 2011-2012, ha giocato 9 partite in massima serie con il Liverpool Montevideo. In totale ha segnato diciassette reti con il club uruguayano, sedici in campionato e uno in Copa Sudamericana, prima di essere acquistato dall'Udinese per quattro milioni di euro nell'aprile del 2014.
Il 3 luglio 2014 l'Empoli lo preleva dall'Udinese con la formula del prestito.
Nel penultimo giorno del calciomercato firma per il Perugia dove rimarrà in prestito fino a giugno 2016.Nel 2016 Andra` in prestito al Lugano.
Il 19 gennaio 2017, torna in Uruguay firmando per il Nacional in prestito dall'Udinese. Giocherà al di sopra delle aspettative, andando a segno 13 volte in 26 apparizioni ufficiali.
Il 15 marzo 2018, l'Udinese decide di mandarlo di nuovo in prestito, questa volta in Brasile, accasandosi al Botafogo. Qui però Aguirre delude inaspettatamente, segnando una sola rete in 20 apparizioni, lasciando di stucco coloro che lo avevano scelto vedendolo segnare a raffica in Uruguay. Il 29 gennaio 2019, il suo prestito sarà interrotto, tornando all'Udinese.
Il 21 febbraio 2019, i friulani lo cedono a titolo definitivo in Ecuador, all'LDU Quito. La sua esperienza non partirà assolutamente bene: sarà sospeso per tre giornate per aver insultato l'arbitro in una gara contro l'El Nacional pareggiata 2-2. Il 16 dicembre 2020, l'uruguaiano ha avvertito dei dolori muscolari durante la partita contro il Delfín Sporting Club, appena dopo la mezz'ora: Aguirre corse a prendere un pallone e subito si portò la mano alla coscia posteriore sinistra e fece subito il gesto per richiamare in cambio. Il giocatore era molto abbattuto per aver dovuto lasciare il campo così presto durante la partita; al suo posto è subentrato il colombiano Cristian Martínez Borja.
Il club ecuadoregno ha rinnovato il contratto del giocatore fino a dicembre 2022, ma ci fu un imprevisto: Aguirre aveva già firmato un pre-contratto con il Necaxa, dove approderà in prestito a costo zero. Il 20 gennaio 2021, l'attaccante uruguaiano è ufficialmente diventato un nuovo giocatore del club messicano. Ha esordito per il club il 20 marzo seguente, subentrando al 71' durante una partita vinta contro il Juárez per 1-0.
Il 1º luglio 2022, il giocatore ha firmato un contratto quadriennale per il Monterrey, acquistandolo per 4,7 milioni di euro.

### Nazionale
Ha giocato 7 partite nel Mondiale Under-17 del 2011, disputando nello stesso anno anche il Sudamericano Under-17.
Il 25 aprile 2012, a 17 anni, ha esordito con la Nazionale Under-23.
Nel novembre 2024 viene convocato per la prima volta in nazionale maggiore. Il 15 del mese stesso esordisce con la massima selezione uruguaiana nel successo per 3-2 contro la Colombia, in cui ha pure realizzato un gol.

## Statistiche

### Presenze e reti nei club
Statistiche aggiornate al 16 dicembre 2024.
| Stagione             | Squadra              | Campionato           | Campionato | Campionato | Coppe nazionali | Coppe nazionali | Coppe nazionali | Coppe continentali | Coppe continentali | Coppe continentali | Altre coppe | Altre coppe | Altre coppe | Totale | Totale |
| Stagione             | Squadra              | Comp                 | Pres       | Reti       | Comp            | Pres            | Reti            | Comp               | Pres               | Reti               | Comp        | Pres        | Reti        | Pres   | Reti   |
| -------------------- | -------------------- | -------------------- | ---------- | ---------- | --------------- | --------------- | --------------- | ------------------ | ------------------ | ------------------ | ----------- | ----------- | ----------- | ------ | ------ |
| 2011-2012            | Liverpool (M)        | PD                   | 11         | 0          | -               | -               | -               | CS                 | 6                  | 1                  | -           | -           | -           | 17     | 1      |
| 2012-2013            | Liverpool (M)        | PD                   | 20         | 8          | -               | -               | -               | -                  | -                  | -                  | -           | -           | -           | 20     | 8      |
| 2013-2014            | Liverpool (M)        | PD                   | 26         | 8          | -               | -               | -               | -                  | -                  | -                  | -           | -           | -           | 26     | 8      |
| Totale Liverpool (M) | Totale Liverpool (M) | Totale Liverpool (M) | 57         | 16         |                 | -               | -               |                    | 6                  | 1                  |             | -           | -           | 63     | 17     |
| 2014-gen. 2015       | Empoli               | A                    | 1          | 0          | CI              | 1               | 0               | -                  | -                  | -                  | -           | -           | -           | 2      | 0      |
| gen.-giu. 2015       | Udinese              | A                    | 7          | 1          | CI              | 1               | 0               | -                  | -                  | -                  | -           | -           | -           | 8      | 1      |
| 2015-gen. 2016       | Udinese              | A                    | 10         | 0          | CI              | 2               | 0               | -                  | -                  | -                  | -           | -           | -           | 12     | 0      |
| Totale Udinese       | Totale Udinese       | Totale Udinese       | 17         | 1          |                 | 3               | 0               |                    | -                  | -                  |             | -           | -           | 20     | 1      |
| gen.-feb. 2016       | Perugia              | B                    | 17         | 3          | CI              | -               | -               | -                  | -                  | -                  | -           | -           | -           | 17     | 3      |
| 2016-gen. 2017       | Lugano               | SL                   | 9          | 1          | CS              | 1               | 0               | -                  | -                  | -                  | -           | -           | -           | 10     | 1      |
| 2017                 | Nacional             | PD                   | 25+1       | 12+1       | -               | -               | -               | CL                 | 7                  | 1                  | -           | -           | -           | 33     | 14     |
| 2018                 | Botafogo             | A/RJ+A               | 0+20       | 0+1        | CB              | 0               | 0               | CS                 | 3                  | 0                  | -           | -           | -           | 23     | 1      |
| gen. 2019            | Botafogo             | A/RJ+A               | 2+0        | 0+0        | CB              | -               | -               | CS                 | -                  | -                  | -           | -           | -           | 2      | 0      |
| Totale Botafogo      | Totale Botafogo      | Totale Botafogo      | 22         | 1          |                 | 0               | 0               |                    | 3                  | 0                  |             | -           | -           | 25     | 1      |
| 2019                 | LDU Quito            | A                    | 21+1       | 12         | CE              | 7               | 4               | CL                 | 9                  | 2                  | -           | -           | -           | 38     | 18     |
| 2020                 | LDU Quito            | A                    | 20         | 5          | -               | -               | -               | CL                 | 5                  | 0                  | SE          | -           | -           | 25     | 5      |
| Totale LDU Quito     | Totale LDU Quito     | Totale LDU Quito     | 41+1       | 17         |                 | 7               | 4               |                    | 14                 | 2                  |             | -           | -           | 63     | 23     |
| gen.-giu. 2021       | Necaxa               | LM                   | 6          | 0          | -               | -               | -               | -                  | -                  | -                  | -           | -           | -           | 6      | 0      |
| 2021-2022            | Necaxa               | LM                   | 31+1       | 11+1       | -               | -               | -               | -                  | -                  | -                  | -           | -           | -           | 32     | 12     |
| Totale Necaxa        | Totale Necaxa        | Totale Necaxa        | 37+1       | 11+1       |                 | -               | -               |                    | -                  | -                  |             | -           | -           | 38     | 12     |
| 2022-2023            | Monterrey            | LM                   | 30+7       | 8          | -               | -               | -               | -                  | -                  | -                  | LC          | 1           | 0           | 38     | 8      |
| 2023-2024            | Monterrey            | LM                   | 16+5       | 0          | -               | -               | -               | CCL                | 4                  | 1                  | LC          | -           | -           | 25     | 1      |
| Totale Monterrey     | Totale Monterrey     | Totale Monterrey     | 46+12      | 8          |                 | -               | -               |                    | 4                  | 1                  |             | 1           | 0           | 63     | 9      |
| 2024                 | América              | PD                   | -          | -          | -               | -               | -               | CCL                | -                  | -                  | LC+CC       | 1+1         | 1+0         | 2      | 1      |
| 2024-2025            | América              | PD                   | 17         | 8          | -               | -               | -               | -                  | -                  | -                  | SM          | 0           | 0           | 17     | 8      |
| Totale América       | Totale América       | Totale América       | 17         | 8          |                 | -               | -               |                    | -                  | -                  |             | 2           | 1           | 19     | 9      |
| Totale carriera      | Totale carriera      | Totale carriera      | 304        | 80         |                 | 12              | 4               |                    | 34                 | 5                  |             | 3           | 1           | 353    | 90     |

### Cronologia presenze e reti in nazionale
| Cronologia completa delle presenze e delle reti in nazionale ― Uruguay | Cronologia completa delle presenze e delle reti in nazionale ― Uruguay | Cronologia completa delle presenze e delle reti in nazionale ― Uruguay | Cronologia completa delle presenze e delle reti in nazionale ― Uruguay | Cronologia completa delle presenze e delle reti in nazionale ― Uruguay | Cronologia completa delle presenze e delle reti in nazionale ― Uruguay | Cronologia completa delle presenze e delle reti in nazionale ― Uruguay | Cronologia completa delle presenze e delle reti in nazionale ― Uruguay |
| Data                                                                   | Città                                                                  | In casa                                                                | Risultato                                                              | Ospiti                                                                 | Competizione                                                           | Reti                                                                   | Note                                                                   |
| ---------------------------------------------------------------------- | ---------------------------------------------------------------------- | ---------------------------------------------------------------------- | ---------------------------------------------------------------------- | ---------------------------------------------------------------------- | ---------------------------------------------------------------------- | ---------------------------------------------------------------------- | ---------------------------------------------------------------------- |
| 15-11-2024                                                             | Montevideo                                                             | Uruguay                                                                | 3 – 2                                                                  | Colombia                                                               | Qual. Mondiali 2026                                                    | 1                                                                      | 37’ 68’                                                                |
| 19-11-2024                                                             | Salvador                                                               | Brasile                                                                | 1 – 1                                                                  | Uruguay                                                                | Qual. Mondiali 2026                                                    | -                                                                      | 46’                                                                    |
| 21-3-2025                                                              | Montevideo                                                             | Uruguay                                                                | 0 – 1                                                                  | Argentina                                                              | Qual. Mondiali 2026                                                    | -                                                                      | 72’                                                                    |
| 25-3-2025                                                              | El Alto                                                                | Bolivia                                                                | 0 – 0                                                                  | Uruguay                                                                | Qual. Mondiali 2026                                                    | -                                                                      | 46’                                                                    |
| 5-6-2025                                                               | Asunción                                                               | Paraguay                                                               | 2 – 0                                                                  | Uruguay                                                                | Qual. Mondiali 2026                                                    | -                                                                      |                                                                        |
| 10-6-2025                                                              | Montevideo                                                             | Uruguay                                                                | 2 – 0                                                                  | Venezuela                                                              | Qual. Mondiali 2026                                                    | 1                                                                      |                                                                        |
| Totale                                                                 |                                                                        | Presenze                                                               | 6                                                                      |                                                                        | Reti                                                                   | 2                                                                      |                                                                        |

## Palmarès

### Club

#### Competizioni statali
- Campionato Carioca: 1

Botafogo: 2018

#### Competizioni nazionali
- Campionato messicano: 1

América: Apertura 2024